# Just Cause 3
Just Cause 3 je akční videohra vyvíjená Avalanche Studios a vydána společností Square Enix. Byla oznámena 11. listopadu 2014. Jde o třetí hru série Just Cause a je pokračováním hry Just Cause 2. Byla vydána v prosinci roku 2015, pro Microsoft Windows, PlayStation 4 a Xbox One.
6 let po událostech svého předchůdce, Just Cause 3 pokračuje v příběhu protagonisty Rica Rodrigueze po návratu do rodného Medici, smyšleného ostrovního státu ve Středozemním moři ovládaném diktátorem Generálem Sebastianem Di Ravellem. Hra se hraje z pohledu třetí osoby a nabízí hráčům otevřený svět.
Pokračování, Just Cause 4, vyšlo v prosinci roku 2018.

Vlajka státu Medici

## Hratelnost
Just Cause 3 je akční adventura hraná z pohledu třetí osoby. Odehrává se v otevřeném světě fiktivního středomořského ostrovního státu Medici. Rozloha světa je přibližně 1000 km², podobně jako Just Cause 2. Díky vertikálnosti terénu však působí větší, a dává hráčům více možností objevování světa (např. průzkum jeskyní, nebo šplhání na mrakodrapy). Svět hry je tvořen pěti hlavními biomy, z nichž každý má něco zvláštního.
Hráč má k dispozici dostatek vybavení na objevování terénu. Ikonický nástroj z Just Cause 2 – vystřelovací hák a padák jsou zde zastoupené s jistými úpravami. Stále je zde zaměření na chaos a destrukci. Byl také nově přidán tzv.wingsuit (=létající oblek), který si protagonista Rico Rodríguez nemůže sundat. Umožňuje hráčům plachtit vzduchem a spolu s vystřelovacím hákem velmi rychle cestovat. K tomu všemu je ve hře spousta zbraní, např. útočné pušky, raketomety, nebo brokovnice, a dopravní prostředky, jako je sportovní loď, útočný letoun, tank, sportovní auta nebo nákladní letadlo. Vozidla je možné do jisté míry upravit a použít jako zbraně.
Další herní mechaniky byly vylepšeny. Hráči mohou například spojit dva či více objektů k sobě pomocí lan, jejichž počet je možné navýšit až na 6 prostřednictvím tzv. 'gear modů' získaných po splnění výzev. Padák je nyní stabilnější a umožňuje hráčům ničit nepřátelské cíle ze vzduchu. Hráč se může přichytit hákem téměř na každý objekt a nehráčskou postavu. Vlastní virtuální měna zde není přítomna, a tudíž je jednodušší přivolat si pomoc. Obtížnost hry je proměnlivá - například když hráč řídí tank, nepřátelé povolají silnější zbraně. Další změna je neomezené množství "GE-64", malé výbušniny na bázi Bavaria, podobná známé C4. Hráči mohou položit až 3 kusy GE-64 najednou s možným navýšením na 5 pomocí gear modů. V Just Cause 2 mohli hráči stát na jedoucích vozidlech, ovšem jen uprostřed nich. V Just Cause 3 se mohou hráči volně pohybovat na střechách jedoucích vozidel. Hráči mají za úkol obsadit nepřátelské základny a města, která se poté dají použít pro rychlé cestování.
Just Cause 3 cílí na tvořivost a ničení. Spousta předmětů, včetně mostů a soch má několik možných způsobů zničení. Byla přidána nová mechanika - tzv. Rebel Drop - umožňuje hráčům pozastavit hru a přivolat vybavení, zbraně a vozidla. Vybrané předměty jsou dopraveny stíhačkou v kontejneru. Ve hře jsou přítomny výzvy. Zahrnují minihry jako závody v autech, vrtulnících, letadlech nebo lodích. Výzvy se odemykají poté, co hráč osvobodí určitou oblast.
I přes existenci multiplayer módu pro Just Cause 2 obsahuje hra pouze asynchronní multiplayer, ve kterém si hráči mezi sebou poměřují své dovednosti.

## Příběh
6 let po událostech Just Cause 2 se žoldák Rico Rodriguez vrací do rodného Medici, smyšleného ostrovního státu, který nyní ovládá Generál Sebastiano Di Ravello. Rico se rozhodne osvobodit stát od Di Ravella a jeho armády (označené jako DRM) spolu s odbojovým hnutím vedeným jeho starým přítelem Mariem Frigem.
Poté co Rico pomohl zachránit Mariovy síly před úplným zničením se spojí s dalším starým spojencem, Dimah al-Masri. S její pomocí obsadí rebelové původní hlavní město, Manaea, a zničí elektrárnu Vis Electra, symbol Di Ravellovy moci. Generál na oplátku pošle vojsko na město Costa del Porto, kde ovšem prohraje bitvu. Dimah a její team řeknou Ricovi a Mariovi, že Di Ravello těží Bavarium, drahý minerál vyskytující se pouze v Medici za účelem výroby zbraní hromadného ničení.
Když měl Rico za úkol přinést experimentální scanner pro Dimah, zjistil, že jeho dávný spolupracovník z Agency, Tom Sheldon, spolupracuje s rebely. Moc mu nevěří, a tak sabotuje scanner před jeho doručením. Od Maria dostane úkol zachránit Zena Antithikaru, vědce zabývajícího se Bavariem, který se snažil uniknout režimu. Jako odplatu chce Di Ravello poslat jednu z jeho nových Bavariových raket přímo do srdce odboje, provincie Baia. V poslední sekundě se Ricovi podaří manuálně přesměrovat raketu na Di Ravellovu základnu na vrcholu hory Cima Leon. Rebelové slaví s vínem, které Rico odvezl z Di Ravellova pozemku.
Po několika měsících poslal režim malou flotilu s cílem zabít Maria a Dimah na moři. Během jejich záchrany potkal Rico Anniku a Tea, Jihoafrické pašeráky ve vlastní válce s Di Ravellem. Mario je při boji těžce raněn. Annika proto nabízí pomoc rebelům za Ricovu pomoc s krádeží Di Ravellových Imperatorů, tanků s Bavariovými štíty. Kromě zničení několika tanků jim pomůže zničit rafinérie a doly na Bavarium, a také otestovat experimentální EMP zařízení vytvořené pomocí techniky z Imperatorů. Tou dobou začnou rebelové prohrávat, a Rico dostane podezření na špeha mezi nimi. Di Ravello chce zcela zničit hnutí odporu a tak nařídí masivní útok na jejich jeskynní úkryt. Rico jim pomáhá se bránit, a Di Ravello postupně ztrácí kontrolu nad státem, a to především po zničení nestabilního reaktoru v základně Corda Dracon.
Rosa Manuela, politička z Medici a protivnice Di Ravella, se vrací z politického exilu s úmyslem vytvoření vlády proti režimu. Tou dobou je Zeno označen za špeha. S pomocí pašeráků Rico zničí vlak s Bavariem a osvobodí vězně z Di Ravellových dolů. S Sheldonem a Dimah zarazí Di Ravellův prodej bomby jejím zničením v přepravním letadle. Poté zaútočí Di Ravello na část zdi ovládané rebely jako zástěrku pro osvobození Zena z vězení. Zeno se pokusí uniknout vrtulníkem, ale Ricovi se podaří ho zabít.
Rebelové vykonají poslední útok na hlavní Di Ravellovu základnu Falco Maxime, při kterém se Dimah obětuje aby zničila všechna data o Bavariu. Di Ravello bez své armády konfrontuje Rica v činné sopce ve své osobní helikoptéře Urga Mstitel. Po zničení vrtulníku má hráč možnost zastřelit Di Ravella. Pokud tak neučiní, Di Ravello spáchá sebevraždu skokem do lávy. Rosa založí novou Medicskou republiku a bude jí vládnout.

## Vývoj
Vývoj Just Cause 3 začal v roce 2012, a byl přidělen části Avalanche Studios v New Yorku, které má přibližně 75 členů, zatímco hlavní studio ve Švédsku pracovalo na vývoji Mad Max, oznámeného v roce 2013. Ovládání hry bylo změněno, a několik lidí z Criterion Games, tvůrce závodních her Burnout, se přidalo k vývoji Just Cause a mělo na starosti ovládání vozidel. Asynchronní multiplayer byl inspirován závodními hrami jako Need for Speed a Forza Horizon 2, zatímco ničivý styl hry byl inspirován Red Faction sérií. Inspirace pro hru byla získána i z komunity modderů Just Cause 2. Důsledkem byla vylepšení (tzv. gear mody).
Při vytváření světa se studio rozhodlo sbírat fotografie území okolo Středozemního moře a dokonce do oblasti poslala tým lidí pro přesnější dojem. Prostředí hry je inspirováno krajinou Monaca a jižní oblastí Středozemí. Avalanche Studios považovalo tato území za "nevyužitý zdroj" který žádné jiné studio nepoužilo. Pro zlepšení dojmu ze světa ovládaném diktátorem použili vývojáři barevné schéma tvořené především šedou, žlutou a červenou barvou. Rozloha světa je podobná jako v Just Cause 2, ale Avalanche slíbilo, že bude ve hře ´více věcí na práci´. Možnost ničit prostředí je v Just Cause 3 větší než dříve, a Avalanche ji považuje za klíčovou pro vytvoření silného dojmu a mechaniky s větší mírou svobody pro hráče. Tým také zvážil možnost využití technologického pokroku k jěště větší destrukci.
V interview řekl ředitel Avalanche Studios, Christofer Sundberg, že hra bude navazovat a rozšiřovat humor z Just Cause 2, a že jádro hry nebude zcela seriózní, ale o trochu vážnější než v Just Cause 2. Popsal ho jako "ze 70 procent šílené a ze 30 procent vážné". Kampaň hry prozrazuje více informací o protagonistovi Ricovi Rodriguezovi především tím, že se odehrává v jeho rodné zemi. Samotný protagonista byl přepracován tak, aby vypadal přirozeněji, například tím, že nosí běžné oblečení (džíny) místo uniformy v původním Just Cause a Just Cause 2. Jeho vybavení bylo uděláno reálněji. Umělecký ředitel vysvětlil, že studio "chtělo trochu z dojmu postav, jako je James Bond, aniž by zašli tak daleko jako XXX, kterého hrál Vin Diesel."
Hra byla poprvé naznačena ředitelem Avalanche Studios 27. února 2013. V srpnu roku 2014 oznámilo Avalanche Studios, že rok 2015 bude jejich "největší rok od počátku studia", včetně poodhalení "několika překvapení". Podle povídek měla být hra založena na free-to-play mechanice a mikrotransakcích. Vývojáři to však popřeli a potvrdili, že půjde o hru s plnou cenou bez mikrotransakcí. Hra byla oficiálně oznámena 11. listopadu 2014.

## Vydání
Just Cause 3 vyšlo celosvětově 1. prosince 2015 na Microsoft Windows, PlayStation 4 a Xbox One. Hru vydalo Square Enix. Sběratelská edice hry byla oznámena 12. března 2015. Lidé mohli hlasovat o jejím obsahu. Výsledky hlasování byly odhaleny 9. července 2015, a Sběratelská Edice podle nich obsahuje vystřelovací hák, Balíček ozbrojených vozidel, Medicský plakát a knížku s nákresy. Během veletrhu Gamescom 2015 oznámil Square Enix, že hráči, kteří si objednali hru na Xbox One dostanou zpětně kompatibilní verzi Just Cause 2 pro Xbox 360. Hráči používající konzole, kteří si pořídili ´Day One Ediici´ se mohli zúčastnit soutěže pořádané Avalanche Studios a Square Enixem, ve které měli získat co nejvíce
´Chaos Points´. Vítěz by dostal opravdový ostrov, nebo 50 000 $.
Balíček rozšíření, Air, Land and Sea Expansion Pass, obsahuje tři nové sety misí s novými zbraněmi, nepřáteli, misemi, a vozidly. První balíček, pojmenovaný Sky Fortress, obsahuje vylepšený létající oblek, tentokrát s tryskovým motorem, a novou oblast ve vzduchu. Byl vydán 15. března 2016 (7. března pro hráče vlastnící ´Air, Land and Sea Expansion Pass´). Druhý balíček, ´Mech Land Assault´,obsahující ´mech´ (=obří robotický oblek) vybavený ´gravitační zbraní´, novou oblast zvanou Lacrima, a nové nepřátele, vyšel 11. června 2016 (3. června pro majitele ´Expansion pass´). Poslední DLC zvané ´Bavarium Sea Heist´, přidávající novou ´lightning gun´ (=zbraň na blesky), "Loochador" (loď s raketomety a rotačními kulomety), a novou oblast zvanou "Stingray", laboratoř vlastněnou korporací Eden, vyšel 18. srpna 2016 (11. srpna pro majitele 'Expansion Pass').
Mutiplayer mod (=mod umožňující hrát hru ve více hráčích) od týmu zodpovědného za Just Cause 2: Multiplayer Mod byl vytvořen. V červenci roku 2016 najalo Avalanche studios hlavního vývojáře modu, Camerona Footeho, aby pracoval na projektech ve studiu. Důsledkem měla být pokračující podpora týmu pro Just Cause 2 multiplayer mod, s tím že Just Cause 3 multiplayer mod měl být zrušen. V červenci roku 2016 oznámil tým zvaný Nanos GbR, zodpovědný za přidání multiplayeru do her Grand Theft Auto IV a Mafia II, plány na podobný mod pro Just Cause 3, který nakonec vyšel na Steam 20. července 2017.